# Sérgio Organista
Sérgio José Organista Aguiar (ur. 26 sierpnia 1984 w Vila do Conde) – portugalski piłkarz grający na pozycji defensywnego pomocnika.

## Kariera klubowa
Organista urodził się w Vila do Conde. Jest wychowankiem młodzieżowych akademii Rio Ave FC oraz FC Porto, ale nigdy nie wystąpił oficjalnie w pierwszej drużynie. Dwa lata spędził w drużynie rezerw, a w sezonie 2004/2005 został wypożyczony do CD Santa Clara z Segunda Liga, następnie w sezonie 2005/2006 do hiszpańskiego Pontevedra CF z Segunda División B. W następnym sezonie został wykupiony przez Pontevedrę CF. W sierpniu 2008 powrócił do Portugalii na zasadzie wypożyczenia do CF Os Belenenses. Latem 2009 roku Organista rozstał się z Pontevedrą CF i podpisał kontrakt z kreteńskim OFI 1925, grającym w drugiej lidze greckiej. Po krótkim i nieudanym pobycie w Bułgarii wrócił do Portugalii, na poziom drugiej ligi, grając dla Portimonense SC, FC Penafiel, GD Chaves i Varzim SC.

## Kariera reprezentacyjna
Organista był reprezentantem Portugalii, we wszystkich kategoriach wiekowych, od lat 15. wzwyż.
Znalazł się w składzie reprezentacji Portugalii na Mistrzostwach Europy do lat 21. w 2007, ale nie zagrał w żadnym meczu.
W 2004 roku rozegrał 2 mecze w reprezentacji Portugalii B.

## Życie prywatne
Ma starszego brata Miguelita (ur. 1981), który także jest piłkarzem.